# Nymphargus mixomaculatus
Nymphargus mixomaculatus es una especie de anfibio anuro de la familia Centrolenidae.

## Distribución geográfica
Esta especie es endémica de la provincia de Huánuco en la región del mismo nombre en Perú. Habita entre los 2625 y 2750 m sobre el nivel del mar en la Cordillera de Carpish.

## Publicación original
- Guayasamin, Lehr, Rodríguez & Aguilar, 2006 : A new species of glass frog (Centrolenidae: Cochranella ocellata group) from central Peru. Herpetologica, vol. 62, n.º 2, p. 163-172[5]